# 中国驻马尔代夫大使列表
本列表为中華民國和中華人民共和國驻马尔代夫历任大使名录。

## 历任中国驻马尔代夫大使

### 中华民国驻马尔代夫大使（1966年－1972年）
1966年7月7日，中华民国与马尔代夫建交并设立大使馆。1972年4月15日，中华民国与马尔代夫断交。
| 姓名   | 任命          | 到任           | 递交国书      | 免职          | 离任          | 外交衔级       | 外交职务     | 备注             | 备注 |
| ------ | ------------- | -------------- | ------------- | ------------- | ------------- | -------------- | ------------ | ---------------- | ---- |
| 斯頌熙 | 1966年7月11日 | 1966年8月9日   | 1966年8月10日 | 1967年4月10日 | 1967年3月12日 | 大使           | 特命全权大使 |                  |      |
| 刘新玉 | 1967年1月28日 | 1967年3月12日  |               |               | 1968年8月1日  | 参事衔一等秘书 | 临时代办     | 升任大使         |      |
| 刘新玉 | 1968年8月1日  | 1968年8月1日   | 1968年9月5日  | 1969年8月11日 |               | 大使           | 特命全权大使 |                  |      |
| 张仲仁 | 1969年8月11日 | 1969年10月31日 | 1969年11月5日 |               | 1972年7月15日 | 大使           | 特命全权大使 | 驻吉隆坡总领事兼 |      |

### 中华人民共和国驻马尔代夫大使（1973年至今）
1972年10月14日，中华人民共和国与马尔代夫共和国建交。2011年11月8日，中国驻马尔代夫大使馆正式开馆。
| 姓名   | 任命           | 任命           | 到任           | 递交国书       | 免职           | 免职           | 离任          | 外交衔级 | 外交职务     | 备注         |
| 姓名   | 全国人大常委会 | 主席           | 到任           | 递交国书       | 全国人大常委会 | 主席           | 离任          | 外交衔级 | 外交职务     | 备注         |
| ------ | -------------- | -------------- | -------------- | -------------- | -------------- | -------------- | ------------- | -------- | ------------ | ------------ |
| 黄明达 | 不適用         | 不適用         | 1973年4月17日  | 1973年4月18日  | 1977年10月24日 | 不適用         | 1977年5月12日 | 大使     | 特命全权大使 | 驻斯里兰卡兼 |
| 孙盛渭 | 1977年10月24日 | 不適用         | 1977年10月26日 | 1977年10月27日 | 1981年3月6日   | 不適用         | 1981年1月     | 大使     | 特命全权大使 | 驻斯里兰卡兼 |
| 高锷   | 1981年3月6日   | 不適用         | 1981年3月      |                | 1984年7月7日   | 1984年12月14日 | 1984年10月    | 大使     | 特命全权大使 | 驻斯里兰卡兼 |
| 周善延 | 1984年7月7日   | 1984年12月14日 | 1984年11月     | 1984年11月26日 | 1987年6月23日  | 1987年8月15日  | 1987年6月     | 大使     | 特命全权大使 | 驻斯里兰卡兼 |
| 张瑞杰 | 1987年6月23日  | 1987年8月15日  | 1987年9月      |                | 1991年6月29日  | 1991年9月3日   | 1991年7月     | 大使     | 特命全权大使 | 驻斯里兰卡兼 |
| 张联   | 1991年6月29日  | 1991年9月3日   | 1991年9月      | 1991年10月31日 | 1993年9月2日   | 1993年12月11日 | 1993年12月    | 大使     | 特命全权大使 | 驻斯里兰卡兼 |
| 张成礼 | 1993年9月2日   | 1993年12月11日 | 1993年12月     |                | 1994年12月29日 | 1995年3月27日  | 1995年2月     | 大使     | 特命全权大使 | 驻斯里兰卡兼 |
| 陈德福 | 1994年12月29日 | 1995年3月27日  | 1995年3月      |                | 1998年11月4日  | 1999年8月13日  | 1999年5月     | 大使     | 特命全权大使 | 驻斯里兰卡兼 |
| 张云   | 1998年11月4日  | 1999年8月13日  | 1999年6月      | 1999年8月19日  | 2000年4月29日  | 2000年7月26日  | 2000年6月     | 大使     | 特命全权大使 | 驻斯里兰卡兼 |
| 江勤政 | 2000年4月29日  | 2000年7月26日  | 2000年7月      |                |                | 2003年4月1日   | 2003年2月     | 大使     | 特命全权大使 | 驻斯里兰卡兼 |
| 孙国祥 |                | 2003年4月1日   | 2003年4月      | 2003年4月14日  | 2006年8月27日  | 2006年12月15日 | 2006年10月    | 大使     | 特命全权大使 | 驻斯里兰卡兼 |
| 叶大波 | 2006年8月27日  | 2006年12月15日 | 2007年1月7日   | 2007年1月8日   | 2008年10月28日 | 2009年2月6日   | 2009年1月     | 大使     | 特命全权大使 | 驻斯里兰卡兼 |
| 杨秀萍 | 2008年10月28日 | 2009年2月6日   | 2009年2月1日   | 2009年2月3日   | 2011年6月30日  | 2011年10月26日 | 2011年10月    | 大使     | 特命全权大使 | 驻斯里兰卡兼 |
| 余洪耀 | 2011年6月30日  | 2011年10月26日 | 2011年10月11日 | 2011年10月19日 | 2013年8月30日  | 2014年1月16日  | 2013年12月    | 大使     | 特命全权大使 |              |
| 王福康 | 2013年8月30日  | 2014年1月16日  | 2013年12月19日 | 2013年12月30日 | 2017年6月27日  | 2017年9月8日   | 2017年8月19日 | 大使     | 特命全权大使 |              |
| 张利忠 | 2017年6月27日  | 2017年9月8日   | 2017年8月28日  | 2017年8月29日  | 2021年2月28日  | 2021年9月3日   | 2021年4月9日  | 大使     | 特命全权大使 |              |
| 王立新 | 2021年4月29日  | 2021年9月3日   | 2021年8月21日  | 2021年9月6日   |                | 2025年5月19日  | 2024年12月5日 | 大使     | 特命全权大使 |              |
| 孔宪华 |                | 2025年5月19日  | 2025年4月25日  | 2025年5月5日   | 现任           |                |               | 大使     | 特命全权大使 |              |

## 外部連結
- 中华人民共和国驻马尔代夫共和国大使馆（简体中文）（英文）